# Anationalisme

Drapeau de l'Anationalisme

L’anationalisme (espéranto : sennaciismo) est une idéologie promouvant la sortie des clivages nationaux.
Anationalisme est un terme originaire du mouvement espérantiste. Il s'agit d'un concept politique qui regroupe tout ou partie des idées suivantes :
1. un antinationalisme plus ou moins marqué ;
2. l’universalisme ;
3. le mondialisme ;
4. la nécessité d’une langue internationale neutre et parfois la volonté de parvenir à l'homogénéisation linguistique au niveau mondial ;
5. la nécessité pour le prolétariat mondial de s'éduquer et de s'organiser en accord avec ces idées ;
6. l'utilité de l'espéranto en tant qu'instrument d'une telle éducation politique.

Bien que conçu au sein de l'Association Mondiale Anationale, SAT, l'anationalisme n'est pas considéré comme l'idéologie officielle de cette organisation. Toutefois, il n'est pas étonnant que l'anationalisme soit né dans la SAT, puisque, comme le montre le point 5. ci-dessus, l'anationalisme est une idéologie prolétarienne.

## Histoire

### Précurseurs
Les premières idées anationalistes apparaissent sous forme embryonnaire dans le projet de « Fédération Internationale des Travailleurs Espérantistes » proposé par la Fédération des Travailleurs Espérantistes de Bohême avant la première guerre mondiale. Ces idées, renforcées par l'expérience de la guerre, ont fortement imprégné les fondateurs de la SAT en 1921. Elles sont particulièrement apparentes dans l'essai d'Eugène Lanti, For la Neŭtralismon! (« À bas le Neutralisme ! »), originellement publié sous le pseudonyme de « Sennaciulo » (« l'Anational »).
Les premiers membres de la SAT considéraient souvent l'anationalisme comme une sorte d'idéologie coupole de la SAT, et s'appelaient eux-mêmes les « sennaciuloj » (« anationaux »). Avant la publication du Manifeste des Anationalistes de Lanti, le terme d'anationalisme était employé pour désigner des idées très différentes. Pour de nombreux membres de la SAT qui adoptèrent l'anationalisme à cette époque, cela signifiait souvent « l’internationalisme (prolétarien) plus l’espéranto », ou alors il s'agissait d'une version ouvrière de l'« homaranisme » de Zamenhof.
La comparaison entre l'Abécédaire de l'anationalisme (ABC de Sennaciismo), rédigé par Elsudo (Koltchinski) et publié par la SAT en 1924, et le Manifeste des Anationalistes montre à quel point le fossé pouvait être large entre différentes conceptions de l'anationalisme. Elsudo définit clairement la SAT comme un "mouvement pour l'anationalisme". Drezen, lors du schisme qui secoua le mouvement des travailleurs espérantistes dans les années 1930, ne reprochait pas à la SAT son anationalisme, auquel les communistes de la SAT se référaient auparavant dans le sens qui coïncidait avec leurs idées, mais plutôt un « anationalisme de marque Lanti ».
Peu à peu, le concept d'anationalisme fut formulé plus précisément par Lanti dans les organes de la SAT.

### Une formulation plus précise
En 1928, Lanti publia une brochure, l’Espérantisme Ouvrier (La Laborista Esperantismo), dans laquelle il consacra un chapitre entier à la définition du nouveau concept. La tendance anationaliste n'avait jusqu'alors pas rencontré de réelle opposition au sein de l'organisation placée au-dessus des tendances. Mais en 1929 la SAT entra dans une période de crise, et l'anationalisme devint l'argument principal utilisé par l'opposition pour attaquer la direction de l'organisation.
L'opposition affirmait que l'anationalisme était pro-impérialiste, et, par là même, réactionnaire. L'attaque soudaine et inattendue conduisit Lanti à publier anonymement en 1931 une brochure éditée en 3 000 exemplaires : le Manifeste des Anationalistes, qui sera ultérieurement traduit dans plusieurs langues. La version française sera tirée à 2 000 exemplaires.

L'anationalisme est défini comme suit dans le manifeste : 
« Ce qui caractérise principalement l'anationalisme, c'est qu'il reconnaît le rôle immense que l'artificiel joue dans le monde. Cette faculté qu'a l'homme de créer, de produire, fait de lui le roi de tous les autres animaux. L'homme adapte la nature à lui, cependant que la bête doit s'adapter à la nature. Les anationalistes ne méconnaissent donc pas la grande force qui réside dans la volonté de l'homme. Certes, ils savent que celui-ci ne peut par exemple se délivrer de son propre poids ou sauter hors de son ombre. Cependant, l'espace limité, où se déploie son activité, est relativement vaste. Par suite, sa volonté peut produire de grandes œuvres. C'est pourquoi nous croyons que les « lois fatales » de l'Histoire ne sont que relatives. »

La citation suivante, tirée du même ouvrage, qui permet une meilleure compréhension de la nouvelle doctrine, fut dénoncée en son temps par les internationalistes staliniens, puisqu'elle contredisait ouvertement la nouvelle théorie en vogue du « socialisme dans un seul pays » : 
« Les anationalistes combattent tout ce qui a un caractère national : langues et cultures nationales, traditions et coutumes nationales. L'espéranto est leur langue principale et ils considèrent comme accessoires les langues nationales. Ils se refusent à participer à toute lutte nationale et reconnaissent comme nécessaire et profitable à la masse des exploités la seule lutte de classe qui a pour but de supprimer les classes, les nationalités et toute exploitation de l'homme. (ibid.) »
Comme la doctrine hérétique ainsi exprimée rencontrait une certaine opposition au sein de la SAT ; les anationalistes se groupèrent en une fraction, dont le terrain d'action se situait à l'extérieur de l'organisation, qu'ils continuèrent toutefois de soutenir avec ferveur. Ils commencèrent alors à publier, de façon plus ou moins régulière, le Bulletin Anationaliste ("Sennacista Bulteno").

### Après la mort de Lanti
Après la mort de Lanti en 1947 et la reconstitution de la SAT à la suite de la guerre, les anationalistes recréèrent leur faction en 1948, sous la direction de R. Roberts. Les anationalistes de la SAT entreprirent et soutinrent financièrement deux rééditions du manifeste (1951 et 1970), ainsi que d'autres textes de Lanti.
En 1978, le congrès de la SAT, tenu à Lectoure, adopta une résolution, malgré les objections des anationalistes, qui déclarait entre autres : « La préservation des langues et des cultures ethniques est liée à la lutte pour un nouvel ordre social, et, par conséquent, constitue l'un des champs d'action des membres de SAT en faveur de la justice et de la liberté individuelle ».
Au cours des années 1980, alors que T. Burnelle était secrétaire de la Fraction Anationaliste, une Déclaration au sujet de l'anationalisme fut votée. Elle insistait sur la lutte des anationalistes contre le nationalisme et en faveur du droit des individus à s'auto-déterminer et à définir librement leur propre identité. La fraction continua à être active, avec des périodes de creux, pendant les années 1980 et 90, alors que le thème de l'anationalisme était toujours l'objet de discussion dans Sennaciulo, l'organe mensuel de la SAT.

### L'anationalisme aujourd'hui
Lors du congrès de la SAT à Nagykanizsa (Hongrie) en 2001, la Fraction Anationaliste s'est reconstituée, à la suite d'un renouveau d'intérêt vis-à-vis de l'anationalisme et des sujets adjacent, qui s'était manifesté auparavant à la suite de la création d'un forum de discussion sur Internet. Lors de cette rencontre, une nouvelle Déclaration au sujet de l'Anationalisme, fortement inspirée de la précédente, fut votée.
Les anationalistes actifs dans la Fraction Anationaliste cultivent et développent des courants de pensées universalistes et radicalement antinationalistes, qui étaient déjà caractéristiques de l'anationalisme des années antérieures. Leur orientation est toutefois moins strictement Lantienne que celle des générations précédentes, et ils ne recherchent pas l'homogénéité doctrinaire. Certains des membres de la Fraction s'efforcent de combattre des idéologies devenues très influentes au sein de la mouvance espérantiste en général au cours des dernières décennies : l'ethnisme, l'instrumentalisation de l'Espéranto au service de politiques identitaires, l'ethnopluralisme, le nationalisme linguistique et le protectionnisme linguistique, aussi appelé "défense de la langue".
À l'extérieur de la SAT et de sa fraction Anationaliste, il existe également un certain nombre d'espérantistes qui se réclament de l'anationalisme à des degrés divers. L'Anationalisme ne se propage pas à l'extérieur du mouvement espérantiste ce qu'Eugène Lanti explique ainsi dans le cinquième chapitre de l'Espérantisme Ouvrier : « propager l'Anationalisme auprès de « ceux qui n'ont pas de langue commune » (les « malsamlingvanoj », en fait les non-espérantophones) serait tout aussi irresponsable qu'enseigner les belles-lettres à des analphabètes ». Toutefois, ce point de vue est à relativiser en ce sens qu'à diverses époques, il a tout de même été publié des traductions en langues nationales du Manifeste des Anationalistes avec l'idée que cela pouvait avoir un intérêt pour la diffusion de l'espéranto. La version française du Manifeste (traduite par L.G. Avid et Gaston Waringhien) se termine d'ailleurs par une apostrophe aux non-espérantophones (que l'on retrouve dans la version originale en espéranto):
« "Les anationalistes appellent les travailleurs du monde entier:

Apprenez l'espéranto! Espérantistes, dénationalisez-vous!" »